# Felice Varesi
Félix Varesi (Calais, 1813 – Milà, 13 de març de 1889) fou un baríton italià. El seu nom està estretament associat a la història de l'òpera italiana durant la seva època més brillant.
Estudià cant a Milà. L'apogeu de la seva fama com a cantant dramàtic fou a Venècia l'11 de març de 1851, el primer Rigoletto. Quatre anys abans havia creat a Florència el rol principal de l'òpera Macbeth, totes dues de Verdi. Posseïa una de les més belles veus de baríton de l'escena lírica de la seva època, i era, a més, un gran actor. Estava casat amb la soprano Cecília Boccabadati, matrimoni del qual van néixer dues filles, Elena i Giulia sopranos, també foren notables cantants d'òpera.